# Ioan D. Popescu (general)
Ioan D. Popescu (n. 1894 – d. 1960) a fost un general român care a luptat în cel de-al Doilea Război Mondial.

## Decorații
- Ordinul „Steaua României” în gradul de ofițer (8 iunie 1940)[1]
- Ordinul „Coroana României” în gradul de Comandor (9 mai 1941)[2]

## Legături externe
- en  Generals.dk